# Lijst van schrijvers uit Centraal-Amerika
Dit is een lijst van schrijvers uit Centraal-Amerika.

## Guatemala
- Miguel Ángel Asturias
- Augusto Monterroso
- Otto René Castillo
- José Batres Montúfar
- Salomé Jil
- Rafael Arévalo Martínez
- Carlos Wyld Ospina

## El Salvador
- Francisco Gavidia
- Roque Dalton
- Claribel Alegría
- Roberto Cea
- Claudia Lars
- Manlio Argueta

## Honduras
- Juan Ramón Molina
- Froylán Turcios
- Argentina Díaz Lozano
- Roberto Sosa
- Oscar Acosta

## Mexico
- Mario Bellatin
- Miguel Ruiz

## Nicaragua
- Rubén Darío
- Pablo Antonio Cuadra
- Ernesto Cardenal
- Sergio Ramírez
- Ernesto Sánchez Mejía
- Daysi Zamora
- William Agudelo Mejía
- Alvaro Urtecho
- Erick Aguirre
- Frank Galich
- Gioconda Belli
- Ariel Montoya

## Costa Rica
- Carmen Naranjo
- Alfonso Chase
- Max Jiménez
- Joaquín García Monge
- Fabián Dobles
- Jorge DeBravo
- Aquileo Echeverría

## Panama
- Ricardo Miró
- Demetrio Korsi
- Rogelio Sinán
- Tobías Díaz Blaitry
- Chuchú Martínez
- Enrique Jaramillo Levi